# 馬自達717C
馬自達717C（（日語）マツダ・717C）是1983年由日本馬自達汽車公司委託Mooncraft（日语：ムーンクラフト）設計開發、為參加利曼24小時耐力賽Group C Junior組的原型賽車（prototype racing car）。

## 概要
馬自達自1983年起參與C組賽車Group C Junior組（1984年起改稱C2組，今為LMP2組）的賽事，Mooncraft主設計師由良拓也以全鋁材質打造車身，車身長4,000mm、軸距2,450mm、重量760公斤。動力來源為13B型二轉子引擎，配合博世的電子燃油噴射裝置，最高馬力達310hp / 9,000rpm。其設計目標為追求低風阻係數，僅有0.27而已。最後717C是Group C Junior組唯一完賽的車輛，總積分則獲得第12、18名。
後來同年10月717C返回日本參加世界耐力錦標賽位於富士國際賽車場舉辦的富士6小時賽，參與的賽車手為寺田陽次郎、從野孝司以及比利時籍的皮埃爾·迪厄多內（Pierre Dieudonné）。可惜的是，最終由於離合器斷裂，717C未能奪下任何名次。同年11月再度參加富士500英里耐力賽，則位居第4名。

## 參賽歷程

### 1983年[2]
- 5月8日：WSPC銀石賽道1,000公里耐力賽：未完賽。
- 6月19日：利曼24小時耐力賽Group C Junior組：第12名/第18名。
- 10月2日：富士1,000公里耐力賽：未完賽。
- 11月27日：富士500英里耐力賽：第4名。

## 外部連結
- （英文）Staying Power - 1983 Mazda 717C （页面存档备份，存于）